# Англо-шотландски войни
Англо-шотландските войни са серия от военни конфликти между Англия и Шотландия обхващащи периода от войните за независимост в началото на 14 век до края на 16 век.
Шотландия успява да запази своята независимост след два неуспешни опита на английски крале от династия плантагенет да я завладеят, което води до мирните договори от 1328 и 1357. Въпреки това отношенията между двете държави остават напрегнати. Английските набези в Шотландия продължават и под управлението на Ричард II и Хенри IV, а неофициалните между гранични конфликти са често срещано явление. Горещи точки по границата стават места като замъкът Роксбърг или пристанището Беруик-ъпон-Туид. Замъкът Роксбърг отново попада в шотландски ръце под ръководството на Мери Гуелдърска след смъртта на Джеймс II в същата кампания. Подобно на това, Беруик непрекъснато преминава от едните към другите като всяка държава се възползва от слабостта на другата, но в крайна сметка е прибавен към Англия от Ричард херцог на Глостър през 1482.
В края на 15-и и началото на 16 век избухването на гражданската война в Англия дава възможност на северната и съседка да се възстанови. Двамата монарси Джеймс IV на Шотландия и Хенри VII на Англия подписват траен мир. Мирът е нарушен след възкачването на войнствения Хенри VIII на английския престол и шотландската инвазия на Нортумбрия през 1513 колуминираща с битката при Флодън. Три десетилетия по-късно, след смъртта на Джеймс V през 1542, така нареченото „грубо ухажване“ от страна на настъпващите английски армии под командването на граф Хертфорд разорява Шотландия. Последното голямо сражение между Шотландия и Англия като независими държави е битката при Пики Клий през септември 1547. Въпреки това продължават периоди на борби и конфликти.
Франция играе ключова роля през целия период на англо-шотландските войни. По време на стогодишната война (1337 – 1453) шотландски и английски войници обикновено се сражавали помежду си на френска територия, като шотландците били на френска страна под стария съюз. На по-късни етапи Франция също изпраща сили на шотландска земя да подпомогне своя съюзник. Тази френска намеса води до сложни политически последици за всички страни в края на 16 век.
Официално може да се каже, че обединението на короните през 1603 бележи края на англо-шотландските войни, при което кралят на Шотландия Джеймс VI наследява английският престол след смъртта на бездетната английска кралица Елизабет I като неин братовчед.